# サイモン・ウェスト
サイモン・ウェスト（Simon West、1961年7月17日 - ）は、イギリスの映画監督、映画プロデューサーである。BBCで編集技師としてキャリアをスタートし、その後多くのドキュメンタリーやコマーシャルを監督するようになる。1997年に『コン・エアー』で長編映画監督デビューし、以後はアクション映画を多く手掛けるようになる。

## 生い立ち
イングランドのレッチワースで生まれる。

## キャリア
1981年に英国放送協会（BBC）に入社し、編集技師として働き始め、ドキュメンタリーなどを手掛ける。
1985年よりフリーランスとなり、コマーシャルやミュージックビデオを監督する。
1997年にジェリー・ブラッカイマー製作、ニコラス・ケイジ主演のアメリカ映画『コン・エアー』で映画監督デビューする。
2012年2月、ジェラルド・バトラー、サム・ワーシントン、マシュー・マコノヒー共演の2013年公開予定の3D戦争映画『Thunder Run』を監督することが報じられた。

## フィルモグラフィ

### 映画
- コン・エアー Con Air（1997）監督
- 将軍の娘/エリザベス・キャンベル The General's Daughter（1999）監督
- トゥームレイダー Lara Croft: Tomb Raider（2001）監督・脚本
- ブラックホーク・ダウン Black Hawk Down（2001）製作総指揮
- ストレンジャー・コール When a Stranger Calls（2006）監督
- メカニック The Mechanic（2011）監督
- エクスペンダブルズ2 The Expendables 2（2012）監督
- ゲットバック Stolen（2012）監督
- ワイルドカード Wild Card（2015）監督
- コードネーム:ストラットン Stratton（2017）監督
- ザ・セイント The Saint（2017）製作総指揮
- ガン シャイ Gun Shy（2017）監督・製作
- ボルケーノ・パーク Skyfire（2019）監督

### テレビシリーズ
- Keen Eddie（2003–2004）製作総指揮、2話監督
- 女検察官アナベス・チェイス Close to Home（2005）パイロット版のみ監督
- ヒューマン・ターゲット Human Target（2010）パイロット版のみ製作総指揮